# Aleksej Jerjomenko sr.
Aleksej Borisovitsj Jerjomenko (Russisch: Алексей Борисович Ерёменко) (Novotsjerkassk, 17 januari 1964) is een voormalig Russisch voetballer en huidig voetbalcoach. Hij is tevens de vader van voetballers Aleksej jr. en Roman.

## Spelerscarrière

### Sovjet-periode
Jerjomenko begon zijn carrière in 1981 bij het Russische FK Rostov, welke hij algauw inruilde voor stadsgenoot SKA Rostov. Bij deze club veroverde hij een basisplaats en zou er tot 1985 bij spelen. In dat jaar greep hij zijn kans bij topclub Spartak Moskou waarmee hij in 1986 de derde plaats in de Sovjet Top League behaalde. Een jaar later wonnen ze zelfs de competitie. Jerjomenko was er echter niet zeker van een basisplaats en in het najaar vertrok hij terug naar FK Rostov. In 1988 verkaste hij naar Torpedo Moskou, waarmee hij op de derde plaats belandde en verliezend finalist was in de USSR Cup. Ook hier was zijn verblijf van korte duur want in datzelfde jaar nog vertrok hij naar Dinamo Moskou. In 1990 bewerkstelligde hij met deze club een plaats in de top drie in de competitie.

### Finse periode
Een definitieve carrièrewending kwam er in 1990, toen hij tekende bij OLS Oulu, een Finse en meteen ook zijn eerste buitenlandse club. Met deze club werd hij in datzelfde jaar Fins Landskampioen. Het jaar erna verkaste hij naar FF Jaro waarmee hij in 1992 bekerfinalist werd. Jerjomenko voelde zich goed bij de club en bleef er nog tot 1994. Toen koos hij voor een avontuur bij het Griekse Athinaikos. hij keerde na een jaar al terug naar FF Jaro waar hij tot 1998 zou blijven. In dat jaar verliet hij Finland voor de tweede keer en tekende bij het Noorse Tromsø IL. Ook dit avontuur bleek van korte duur. In 1999 keerde hij terug naar Finland, en ging deze keer bij HJK Helsinki voetballen. Met deze club won hij twee keer de competitie (in 2002 en 2003), en twee keer de beker (in 2000 en 2003). Bovendien werd hij in de competitie twee keer tweede (in 1999 en 2001).
In 2003 keerde de inmiddels 39-jarige voetballer voor de derde maal terug naar FF Jaro. Hij bleef nog tot 2005 bij de club en ging dan op lager niveau bij Jakobstads Bollklubb spelen. In 2009, op 45-jarige leeftijd, stopte hij met actief voetbal en ging door met coachen.

## Trainerscarrière
Sinds 2006 was Jerjomenko speler-trainer van de Finse derdeklasser Jakobstads Bollklubb. In 2009 kapte hij met actief voetbal en werd coach van FF Jaro waar hij zo een zevental jaren van zijn spelerscarrière sleet. Opmerkelijk is dat hij in 2010 zijn eigen zoon, Aleksej Jerjomenko jr., voor enkele maanden huurde.

## Privé
Aleksej Jerjomenko heeft twee voetballende zonen: Aleksej jr. (°1983) en Roman (°1987). Beiden werden in Rusland geboren maar kozen, doordat hun vader sinds 1990 bijna uitsluitend in Finland woonachtig is gebleven, de Finse nationaliteit waardoor beiden Fins international zijn geworden. Aleksej Jerjomenko Sr. heeft de carrière van zijn twee zonen enigszins beïnvloed. Roman begon immers zijn carrière bij FF Jaro.
Aleksej Jr. speelde eveneens in de jeugd van Jaro en volgde zijn vader daarna ook nog naar het Noorse Tromsø IL. In 2010 speelde hij zelfs enkele maanden op huurbasis voor FF Jaro, waar zijn vader toen coach was.